# BEXCO
BEXCO (een afkorting voor Busan Exhibition & Convention Center) is een congres-, expositie- en evenementencomplex in de Zuid-Koreaanse stad Busan. Het congresgebouw werd in september 2001 geopend.
De expositieruimte heeft een oppervlakte van 26.400 m². De grootste congreshal heeft een capaciteit van 2400 personen. Er zijn 22 conferentiezalen.